# Japtheth Waweru
Japtheth Waweru (12 de outubro de 1978) é um ex-futebolista profissional queniano que atuava como defensor.

## Carreira
Japtheth Waweru representou o elenco da Seleção Queniana de Futebol no Campeonato Africano das Nações de 2004.